# Potamogeton gramineus
Espèce
Statut de conservation UICN

LC : Préoccupation mineure
Potamogeton gramineus, de noms communs Potamot à feuilles de graminée ou Potamot graminée, est une plante aquatique vivace du genre Potamot, de la famille des Potamogetonaceae.

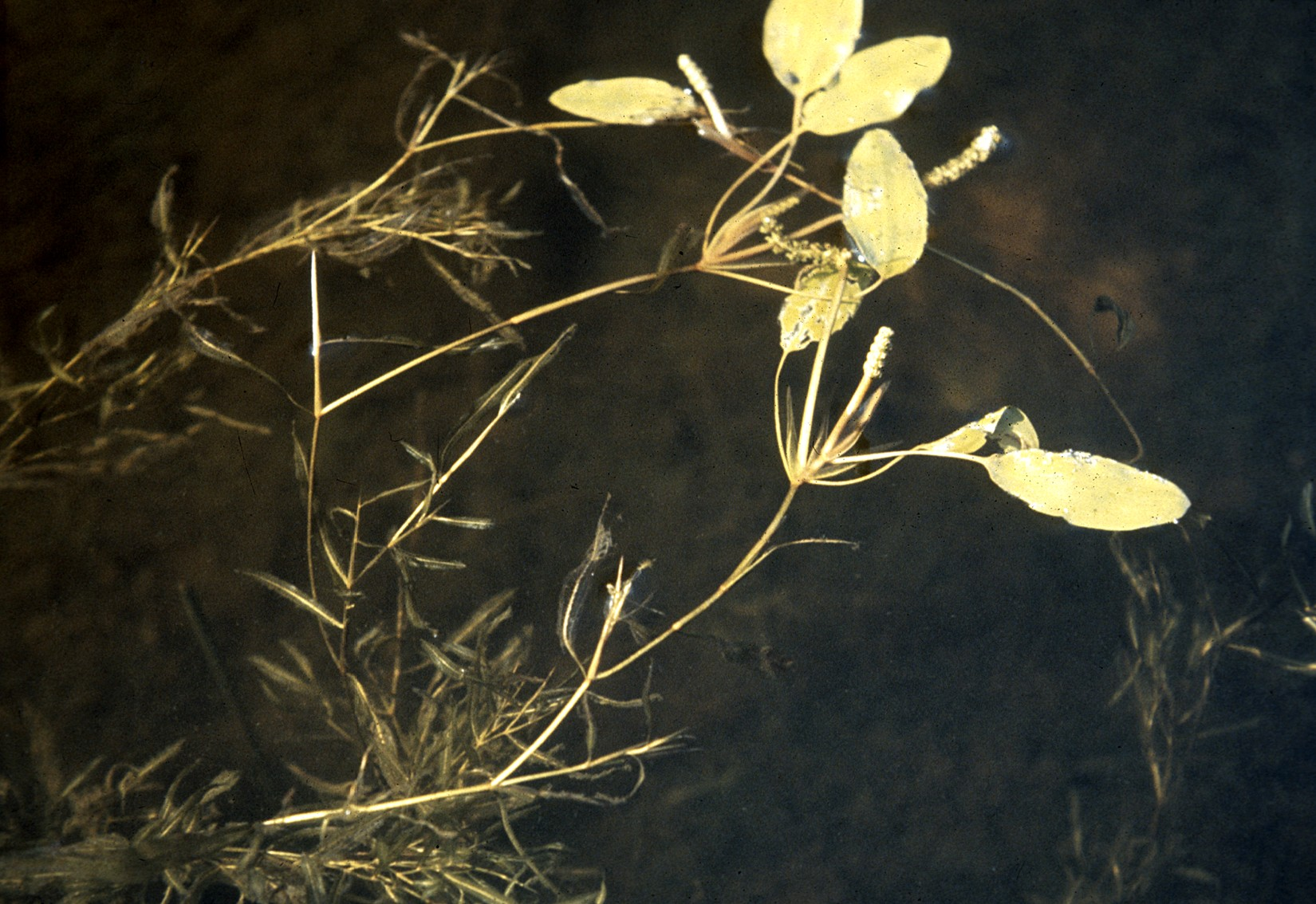

## Description

### Appareil végétatif
C'est une plante vivace, glabre, à tiges rameuses, grêles, cylindriques ; les feuilles submergées sont membraneuses, lancéolées-linéaires, mucronées, larges de 3-6 mm, à bords un peu rudes, sessiles et atténuées à la base ; les flottantes (souvent nulles) sont coriaces, longuement pétiolées, ovales ou oblongues, souvent larges de 2-3 cm.

### Appareil reproducteur
Les pédoncules sont renflés dans le haut, plus gros que la tige ; l'épi fructifère est  long de 2-3 cm, cylindrique ; les carpelles de 2 1/2 à 3 sur 1 3/4 à 2 mm, sont ovoïdes-comprimés, à bord obtus, à bec court et un peu arqué.
La floraison se déroule de juin à septembre.

## Habitat et écologie

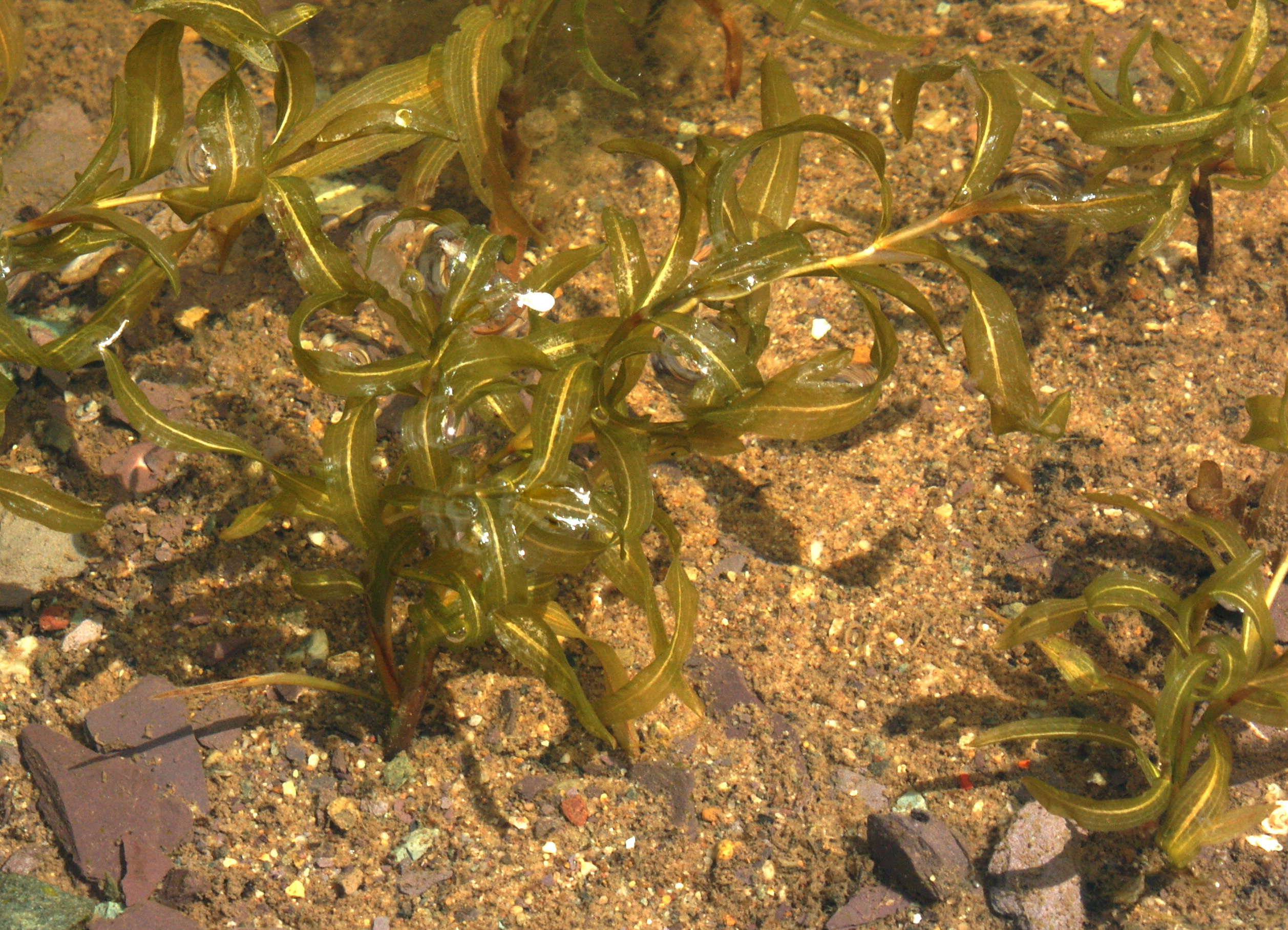

C'est un habitant des eaux calmes plus ou moins profondes (lacs, étangs, mares et même zones inondables pouvant être mises à sec temporairement, jusqu'à une altitude de 1 000 m.

## Répartition
La plante est présente dans tout l'hémisphère Nord (Europe, Asie, Amérique du Nord).

## Synonymes
- Buccaferrea variifolia Bubani, 1902
- Potamogeton gramineus L. var. gramineus
- Potamogeton gramineus var. heterophyllus
- Potamogeton gramineus var. lacustris Fr., 1828
- Potamogeton gramineus var. maximus Morong
- Potamogeton gramineus var. myriophyllus J.W.Robbins, 1867
- Potamogeton gramineus var. riparius Fr., 1828
- Potamogeton gramineus var. stagnalis Fr., 1828
- Potamogeton gramineus var. terrestris Fr., 1828
- Potamogeton heterophyllus auct. non Schreb., 1771
- Potamogeton proteus var. heterophyllus (Schreb.) Cham. & Schltdl., 1827
- Potamogeton rufescens subsp. nigrescens (Fr.) Nyman, 1882[4]